# New Zealand ved vinter-OL 1952
New Zealand deltog ved Vinter-OL 1952 i Oslo med tre sportsudøvere, 2 mænd og en kvinde, som alle konkurrerede i alpint skiløb. New Zealand, som deltog i et vinter-OL for første gang, vandt ikke nogen medaljer. Den bedste placering var en 39. plads i storslalom for kvinder. Sir Roy McKenzie var holdkaptajn og Herbert Modelhart deltog som træner.

## Medaljer
| 1952 Oslo   | Guld | Sølv | Bronze | Total |
| New Zealand | 0    | 0    | 0      | 0     |

## Resultater
- Annette Johnsson (nummer 39 i kvindernes storslalom)
- Herbert Familton (nummer 65 i mændenes styrtløb, nummer 77 i mændenes storslalom)
- William Hunt (nummer 81 i mændenes storslalom)